# Jorge Pacheco Areco
Jorge Alejandro Pacheco Areco (Montevideo, 9 de abril de 1920 - Montevideo, 29 de julio de 1998) fue un político y periodista uruguayo. Ejerció como presidente de Uruguay desde el 6 de diciembre de 1967 hasta el 1 de marzo de 1972.

## Biografía
Fue hijo y nieto de políticos. Por parte de su padre, el médico y legislador Manuel Pacheco González, estaba emparentado con la familia Batlle-Pacheco, ya que el padre de éste, Melchor Pacheco Stewart, era hermano de Matilde Pacheco, esposa del expresidente José Batlle y Ordóñez. Su abuelo materno, Ricardo Areco, tuvo una destacadísima actuación política y jurídica.
Cursó estudios de Derecho que no finalizó. Fue profesor de Literatura e Idioma Español y periodista del diario El Día. A la muerte de su tío Rafael Batlle Pacheco, asumió la dirección del matutino, que ejerció entre 1961-1965. 
Tuvo varios matrimonios. En primeras nupcias, con Gladys Herrera, con quien tuvo un hijo, Ricardo Pacheco, actualmente es ministro del Tribunal de Cuentas de Uruguay. Luego con María Angélica Klein, con la que tuvo dos hijos: Jorge Pacheco Klein, quien fuera legislador colorado, y María Isabel Pacheco, llamada Marisa. Posteriormente, con María Cristina Gori Salvo (un enlace muy breve, que se realizó por la ley de Bolivia). Finalmente, con Graciela Rompani, quien le sobrevivió a su muerte.

## Inicios de su actuación política
En sus inicios, Pacheco militó en el vierismo. En 1946 pronunció por radio uno de sus primeros discursos políticos. Ya desde ese entonces estuvo vinculado a Raumar Jude, en cuya estancia aprendió a montar. Por consejo de su padre, Raúl Jude, se acercó a sus familiares, los Batlle Pacheco, para emplearse en el diario El Día, sitio que aportó a su formación política.
Su primera postulación a diputado fue en las elecciones de 1958, por la lista 10 del Partido Colorado, del senador Carlos Mattos. En su segunda postulación, en 1962, fue elegido diputado para el período 1963-1967.
En 1961 falleció su tío, Rafael Batlle Pacheco, y Jorge Pacheco Areco fue nombrado redactor jefe del diario El Día. Ya desde ese entonces comenzó a cimentar la carrera política de Óscar Gestido.
Debió renunciar al puesto por fuertes discrepancias con su tío César Batlle Pacheco, debido a su apoyo a la reforma constitucional anticolegialista que, a la postre, triunfaría en 1966.

## Presidencia
Como miembro del Partido Colorado fue elegido vicepresidente para el mandato del general Óscar Diego Gestido, contando con el apoyo de la Unión Colorada y Batllista.
Finalmente, el 6 de diciembre de 1967, el presidente Gestido fallecería en la cama de su casa a causa de un infarto a los 66 años de edad, pocos días después de haber cumplido nueve meses de gestión. Fueron decretados dos días de duelo nacional y, como la Constitución lo establecía, lo sucedió en el cargo el vicepresidente de la República, Jorge Pacheco Areco.
La figura de Pacheco, hasta entonces, una figura poco conocida, pasó a dar nombre a este breve período histórico y a toda una nueva fracción dentro del Partido Colorado.
Así, el 12 de diciembre, a menos de una semana de asumir la presidencia, ilegalizó partidos políticos de izquierda, como el Partido Socialista del Uruguay y censuró medios de prensa escrita como el diario Época (dirigido por Eduardo Galeano), o el semanario socialista El Sol, por haberse adherido a las resoluciones de la Organización Latinoamericana de Solidaridad (Olas), que reivindicaban la lucha armada como componente de su estrategia política.
Posteriormente, la pérdida de dos ministros a fines de abril de 1968 vía interpelaciones fue el momento de mayor fragilidad de su gobierno, pero luego de una serie de reuniones con dirigentes nacionalistas comenzó a ampliar su respaldo parlamentario y reestructuró su gabinete ministerial, haciéndose notar distintos rasgos de su estilo de gobierno y liderazgo que fueron asociados a su figura. Decisiones que fueron implementadas en su gobierno han sido descritas por diversos autores como Gerardo Caetano, Oscar H. Bruschera y Carlos Real de Azúa como "autoritarismo civil".

Cortejo fúnebre de Oscar Gestido (Jorge Pacheco Areco al centro), diciembre de 1967.

El ciclo de intensas movilizaciones sindicales y estudiantiles de la primera mitad del año 1968 encontraron una respuesta represiva por parte del gobierno, en particular desde el 13 de junio, cuando el Ejecutivo decretó medidas prontas de seguridad. La implantación del régimen de excepción, previsto como tal en la Constitución, buscó originalmente contener la protesta social, pero esta medida dejó de ser transitoria y pasó a ser un instrumento permanente y fundamental del gobierno, que lo mantuvo en vigencia durante casi todo su mandato, unos 1.117 días. Esta disposición constitucional fue un mecanismo esencial para la toma múltiple de decisiones gubernamentales mediante decretos presidenciales, como la intervención de entes autónomos, como la educación media en 1970.
La escalada represiva tras la implantación de las medidas prontas de seguridad fue rápida, ya en junio de 1968 fueron militarizados funcionarios públicos de los bancos República y Central. Además, las fuerzas policiales protagonizaron choques cada vez más violentos con las manifestaciones estudiantiles, como los asesinatos de estudiantes universitarios como el de Líber Arce (14 de agosto de 1968) y los de Susana Pintos y Hugo de los Santos (20 de septiembre de 1968).
Las medidas prontas de seguridad también fueron una herramienta del gobierno para enfrentar los movimientos de guerrilla, en particular, contra la guerrilla urbana del Movimiento de Liberación Nacional-Tupamaros (MLN-T), activos desde inicios de la década de los sesenta, que en julio de 1968 habían cobrado visibilidad pública tras un atentado con bomba contra la radio Ariel y el secuestro de Ulysses Pereira Reverbel, presidente del ente UTE.
Durante el período de 1968-1972 la actividad guerrillera, especialmente la tupamara, fue en crecimiento de cantidad e intensidad. En 1970 los tupamaros realizaron una serie de secuestros a diplomáticos extranjeros que incluyeron el asesinato del agente estadounidense Dan Mitrione. En ese contexto, una comisión especial del Senado demostró la práctica de torturas en las dependencias policiales. Tras otros eventos en la lucha política, que incluyeron la toma de Pando y el secuestro del embajador británico Geoffrey Jackson y de varios empresarios y políticos, en septiembre de 1971 la fuga masiva de tupamaros de la cárcel de Punta Carretas llevó a la decisión presidencial de encomendar a las Fuerzas Armadas la lucha antisubversiva. El Decreto n.º 566/971 fue refrendado por los ministros de Defensa Nacional, Federico García Capurro, e Interior, Danilo Sena.
El rol de las Fuerzas Armadas fue relevante durante el pachequismo, con un involucramiento creciente en la represión. El empeoramiento de la situación del país, sumado al contexto internacional de Guerra Fría, impactaron en los militares, surgiendo algunos grupos golpistas que habían tenido cierta visibilidad desde mediados de los años sesenta. Durante 1968, la influencia de los militares lealistas comenzó a decaer, lo que se potenció en 1969 tras la muerte del general Santiago Pomoli y el pase a retiro del general Líber Seregni.

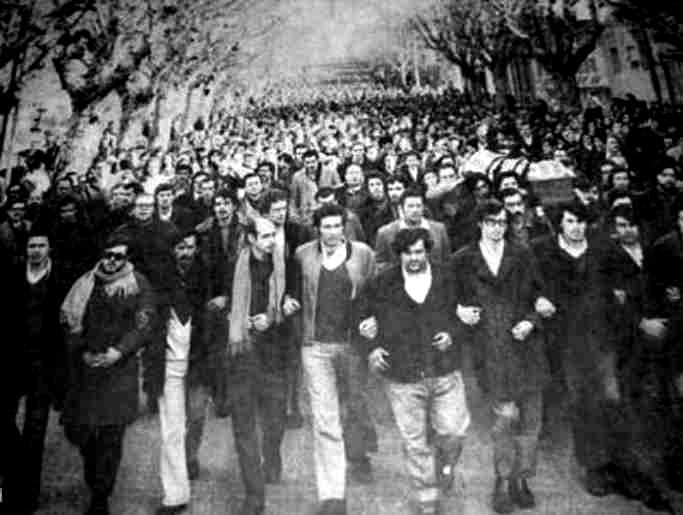
El 15 de agosto de 1968, un cuarto de millón de montevideanos salieron a las calles por el asesinato del estudiante Líber Arce (fallecido el día anterior), contra el gobierno de Pacheco Areco.

En el plano económico, la orientación de la política económica del pachequismo se definió en 1968 con similitudes al último gabinete de Gestido. En mayo de 1968 se conformó el llamado "gabinete empresarial", en referencia a la designación como ministros a personalidades vinculadas al ámbito empresarial privado sin mayor trayectoria política, como Carlos Frick Davie y Jorge Peirano Facio. Además, en el mismo equipo económico fueron esenciales las presencias de César Charlone, Ramón Díaz y un breve pasaje de Alejandro Végh Villegas, quienes compartían un diagnóstico monetarista sobre el fenómeno de la inflación.
En este marco nace el decreto de estabilización o congelamiento de precios y salarios del 28 de junio de 1968, que buscaba enfrentar la suba de los primeros controlando la demanda. La congelación implicó la suspensión de los Consejos de Salarios que se habían establecido por ley en 1943 durante la presidencia de Juan José de Amézaga, y se vio complementada por la creación, en diciembre de 1968, también por decreto, de la Comisión de Precios e Ingresos (Coprin), presidida en sus inicios por Ángel Servetti, con la finalidad de controlar la evolución de los precios y salarios.
Esta política consiguió generar un crecimiento económico durante 1969 y 1970, lo que le permitió a Pacheco granjearse el apoyo de jubilados, amas de casa, industriales y comerciantes, con lo cual se perfiló el pachequismo como movimiento político con vida propia. Sin embargo, las consecuencias adversas de la actuación de la Coprin se harían ver en el siguiente gobierno.
Al respecto de la figura de Pacheco, durante su mandato presidencial mantuvo con frecuencia presentaciones públicas en las que se exaltaba su personalidad firme y su estilo de conducción de gobierno, con un tipo de discurso que buscaba establecer una conexión directa entre el nuevo líder y el pueblo uruguayo, por fuera de tradiciones partidarias, y en pugna con diferentes antagonistas, como el movimiento sindical, la inflación o la guerrilla.

Local de la Unión Nacional Reeleccionista que impulsaba la reelección del presidente Pacheco y a Juan María Bordaberry a la vicepresidencia.

La popularidad de Pacheco y la centralidad en su figura llevó al pachequismo a promover una reforma constitucional para habilitar la reelección presidencial. A inicios de 1971 se habían alcanzado la cantidad de firmas requeridas para plebiscitar la reforma reeleccionista junto con las elecciones nacionales, que serían celebradas en 1971. Así se formó el movimiento Unión Nacional Reeleccionista alrededor de la reelección de Pacheco. Si bien hubo algunos, como Ángel Rath, que promovían la consigna «Pacheco o nadie», la mayoría de los políticos reeleccionistas consideraron que no habría votos suficientes para aprobar la reforma y, al mismo tiempo, sí habría votos para reelegir a Pacheco, por lo cual se imponía elegir un candidato por el régimen vigente. Después de una interminable danza de nombres que incluyó al vicepresidente Alberto Abdala, al senador Manuel Flores Mora, a Federico García Capurro y a otros, finalmente el «delfín» presidencial fue el entonces ministro de Ganadería y Agricultura, Juan María Bordaberry.

Traspaso de mando presidencial del 1 de marzo de 1972, de Jorge Pacheco Areco (con la banda presidencial) a Juan María Bordaberry (a su derecha).

De esta manera, en las elecciones de 1971 el pachequismo presentó dos fórmulas dependiendo del resultado del plebiscito, una era encabezada por Pacheco y acompañado por Bordaberry si la reforma era aprobada, y por si la reforma era rechazada, era la fórmula Bordaberry - Sapelli.
La decisión de Pacheco de nominar a Bordaberry generó sorpresa y algunos conflictos dentro del oficialismo. Bordaberry era un católico integrista, proveniente de una familia vinculada a sectores conservadores colorados pero que había integrado la Liga Federal de Acción Ruralista de Benito Nardone, resultando electo senador como parte de la alianza entre el ruralismo y el Partido Nacional en las elecciones de 1962. Con la muerte de Nardone en 1964 y la disgregación del movimiento ruralista, Bordaberry se unió al Partido Colorado y se adhirió al pachequismo. Las razones que llevaron a Pacheco elegirlo son poco claras, se considera la intención de atraer al electorado conservador del medio rural o la búsqueda de un sucesor que no constituyera una amenaza para su liderazgo, también hay otras interpretaciones que sugieren como un factor importante la valoración positiva de diplomáticos estadounidenses en Uruguay con Bordaberry, resaltando su pragmatismo y marcado anticomunismo.Bordaberry fue finalmente el candidato ganador de las elecciones de 1971, en un proceso electoral no exento de acusaciones de fraude.

### Política inflacionaria
Desde principios de la década de 1960 la moneda uruguaya era inestable, con una inflación creciente.A finales de la presidencia del Gral. Oscar Gestido, el ministro de Hacienda, César Charlone, devaluó el peso de 100 a 200 por dólar, buscando un equilibrio del mercado monetario tras la adversa insistencia del ministro anterior, Amílcar Vasconcellos, en mantener el tipo de cambio en medio de una inflación galopante.Ante el aumento continuo de la inflación, en abril de 1968 el gobierno volvió a devaluar, esta vez a 250 pesos por dólar; mientras que crecía la presión de los sindicatos ante la erosión del salario real.El terreno económico parecía indicar una posible hiperinflación.
| Trimestre | Alza del IPC |
| --------- | ------------ |
| 1966.1    | 37,0%        |
| 1966.2    | 72,1%        |
| 1966.3    | 29,1%        |
| 1966.4    | 63,5%        |
| 1967.1    | 132,2%       |
| 1967.2    | 170,0%       |
| 1967.3    | 80,5%        |
| 1967.4    | 173,8%       |
| 1968.1    | 182,1%       |

Ante esta situación, el 28 de junio de 1968 el gobierno presidido por Pacheco resolvió decretar medidas que tuvieron como núcleo una congelación de precios y salarios, invocando las facultades de excepción previstas en la Constitución —«medidas prontas de seguridad»—.La teoría en que la política se apoyó tuvo las siguientes bases: el déficit fiscal cayó fuertemente a raíz del efecto de las devaluaciones de noviembre y abril pasados sobre el presupuesto, la inflación continuó por las expectativas públicas que produjeron una reducción en la demanda de dinero, y por ende se requería una medida de impacto psicológico que convenciera a los agentes que la inflación se controlaría.
La OIT calificó como «espectaculares» los resultados de la política a corto plazo.En la segunda mitad de 1968 la inflación se redujo y tres de los seis meses mostraron crecimiento negativo del IPC. Además, se registró un sensible crecimiento del nivel de actividad y una suba desusada de los salarios reales.A fines de 1968 los controles se institucionalizaron con la creación de la Comisión de Productividad, Precios e Ingreso; un organismo encargado de verificar precios y salarios que posteriormente coexistió con el regreso de la inflación.A medida que las elecciones de 1971 se aproximaban, la disciplina fiscal del gobierno decayó.Después de que en 1970 se experimentó un crecimiento inflacionario anual de 21%, en 1971 un 36%, y una rendición de cuentas en 1970 —designación de presupuesto— altamente expansiva, la tasa inflacionaria se disparó nuevamente cercana a los tres dígitos y marcó 95% en 1972.

## Ministros
| Ministerio                           | Nombre                      | Período     |
| ------------------------------------ | --------------------------- | ----------- |
| Interior                             | Augusto Legnani             | 1967 - 1968 |
| Interior                             | Eduardo Jiménez de Aréchaga | 1968        |
| Interior                             | Alfredo Lepro               | 1968 - 1969 |
| Interior                             | Pedro Cersósimo             | 1969 - 1970 |
| Interior                             | Antonio Francese            | 1970 - 1971 |
| Interior                             | Santiago de Brum Carbajal   | 1971        |
| Interior                             | Danilo Sena                 | 1971 - 1972 |
| Relaciones Exteriores                | Héctor Luisi                | 1967 - 1968 |
| Relaciones Exteriores                | Venancio Flores             | 1968 - 1970 |
| Relaciones Exteriores                | Jorge Peirano Facio         | 1970 - 1971 |
| Relaciones Exteriores                | José Mora Otero             | 1971 - 1972 |
| Economía y Finanzas                  | César Charlone              | 1967 - 1970 |
| Economía y Finanzas                  | Armando Malet               | 1970        |
| Economía y Finanzas                  | César Charlone              | 1970 - 1971 |
| Economía y Finanzas                  | Carlos Fleitas              | 1971 - 1972 |
| Defensa Nacional                     | Pablo Moratorio             | 1967 - 1968 |
| Defensa Nacional                     | Antonio Francese            | 1968 - 1970 |
| Defensa Nacional                     | César Borba                 | 1970 - 1971 |
| Defensa Nacional                     | Federico García Capurro     | 1971 - 1972 |
| Cultura                              | Luis Hierro Gambardella     | 1967 - 1968 |
| Cultura                              | Alba Roballo                | 1968 - 1969 |
| Cultura                              | Federico García Capurro     | 1969 - 1970 |
| Cultura                              | Carlos Fleitas              | 1970 - 1971 |
| Cultura                              | Ángel Rath                  | 1971 - 1972 |
| Obras Públicas                       | Walter Pintos Risso         | 1967 - 1972 |
| Industria y Comercio                 | Horacio Abadie Santos       | 1967 - 1968 |
| Industria y Comercio                 | Santiago de Brum Carbajal   | 1968        |
| Industria y Comercio                 | Jorge Peirano Facio         | 1968 - 1969 |
| Industria y Comercio                 | Venancio Flores             | 1969        |
| Industria y Comercio                 | Julio María Sanguinetti     | 1969 - 1971 |
| Industria y Comercio                 | Juan Pedro Amestoy          | 1971 - 1972 |
| Salud Pública                        | Ricardo Yannicelli          | 1967 - 1968 |
| Salud Pública                        | Carlos Queraltó Oribe       | 1968        |
| Salud Pública                        | Walter Ravenna              | 1968 - 1972 |
| Ganadería y Agricultura              | Manuel Flores Mora          | 1967 - 1968 |
| Ganadería y Agricultura              | Carlos Frick Davie          | 1968 - 1969 |
| Ganadería y Agricultura              | Jaime Montaner              | 1969        |
| Ganadería y Agricultura              | Juan María Bordaberry       | 1969 - 1972 |
| Ganadería y Agricultura              | Héctor Viana Martorell      | 1972        |
| Trabajo y Seguridad Social           | Guzmán Acosta y Lara        | 1967 - 1968 |
| Trabajo y Seguridad Social           | Manuel Flores Mora          | 1968        |
| Trabajo y Seguridad Social           | Julio César Espínola        | 1968 - 1969 |
| Trabajo y Seguridad Social           | Pedro Cersósimo             | 1969        |
| Trabajo y Seguridad Social           | Jorge Sapelli               | 1969 - 1972 |
| Transporte, Comunicaciones y Turismo | Justino Carrere Sapriza     | 1967 - 1968 |
| Transporte, Comunicaciones y Turismo | José Serrato                | 1968 - 1970 |
| Transporte, Comunicaciones y Turismo | Agustín Caputi              | 1970        |
| Transporte, Comunicaciones y Turismo | Carlos Queraltó Oribe       | 1970 - 1971 |
| Transporte, Comunicaciones y Turismo | Federico García Capurro     | 1971 - 1972 |
| Transporte, Comunicaciones y Turismo | José María Labandera        | 1972        |
| OPP                                  | Carlos Manini Ríos          | 1967 - 1968 |
| OPP                                  | Santiago Antuña             | 1968        |
| OPP                                  | Aquiles Lanza               | 1968        |
| OPP                                  | Alejandro Végh Villegas     | 1968        |
| OPP                                  | Juan Rodríguez López        | 1968 - 1970 |
| OPP                                  | Ramón Díaz                  | 1970        |
| OPP                                  | Aquiles Lanza               | 1970 - 1971 |
| OPP                                  | Ángel Servetti              | 1971 - 1972 |
| Secretaría de Presidencia            | Héctor Giorgi               | 1967 - 1971 |
| Secretaría de Presidencia            | Carlos Pirán                | 1971 - 1972 |
| Prosecretaría de Presidencia         | Carlos Pirán                | 1967 - 1971 |
| Prosecretaría de Presidencia         | Héctor Muzio                | 1971 - 1972 |

## Actuación posterior
En el período de la dictadura cívico-militar (1973-1985) ejerció diversos cargos como embajador en España, Suiza y Estados Unidos.
En 1980 apoyó el proyecto de reforma constitucional propuesto por la dictadura, que fracasó en las urnas en el plebiscito del 30 de noviembre de ese año. Dos años más tarde, en elecciones internas en el Partido Colorado, su sector, la Unión Colorada y Batllista, perdió la primacía frente a los sectores que habían apoyado el voto por el NO en el plebiscito de 1980.
En 1984 fue candidato presidencial por el Partido Colorado, con Carlos Pirán como compañero de fórmula, resultando derrotado internamente por Julio María Sanguinetti. Luego del triunfo en las elecciones de Julio María Sanguinetti, Pacheco fue designado embajador en Paraguay. Su candidatura a presidente se repitió en 1989 (acompañado por Pablo Millor), en que registró un considerable aumento del número de votos, y en 1994 (con Eduardo Ache), ya a un nivel puramente testimonial.
Falleció el 29 de julio de 1998 en Montevideo, debido a una insuficiencia respiratoria. Sus restos fueron sepultados en el Panteón Nacional del Cementerio Central de Montevideo.

## Actuación deportiva
Fuera del ámbito político, Pacheco fue un destacado deportista en la rama del boxeo y los aparatos, llegando a obtener títulos a nivel sudamericano. Llegó a presidir la Asociación Uruguaya de Boxeo. Su afición por este deporte le mereció el sobrenombre de "Bocha".

## Legado político
Pacheco Areco tuvo adherentes fervorosos y detractores acérrimos. Su movimiento político fue llamado el "pachequismo", mientras que sus detractores mencionaban su período de gobierno como el "pachecato".
Es acusado por sus detractores de sentar las bases para el golpe de Estado que se daría en junio de 1973.
En el plano económico, se pusieron en práctica controles de precios, afirmando que se procuraba la estabilización y la baja de la inflación. Dentro de estos planes se encontraba la congelación de precios y salarios, lo que provocó que el salario real de 1968 fuera el más bajo de la década de 1960.
En 2003, cinco años después de su muerte, el entonces presidente uruguayo Jorge Batlle inauguró el Centro de Estudios Pacheco Areco, como homenaje a su memoria.